# Atomkärna

Storleksförhållandet mellan en heliumatom och dess kärna.

Atomkärnan är en samling av neutroner och protoner som sitter ihop. Atomkärnor bildar tillsammans med elektroner en atom. Antalet protoner i kärnan bestämmer vilket grundämne och antalet neutroner vilken isotop som atomen utgör. Väteatomkärnan är den enklaste, bestående av endast en proton.
I atomkärnan är det huvudsakligen två krafter som spelar roll - den elektromagnetiska kraften och den starka kärnkraften. Den elektromagnetiska kraften verkar repellerande då atomkärnans elektriska laddning är positiv. Den starka kärnkraften, som verkar mellan kärnpartiklar, är den attraherande kraften.

## Historia

Överst: Det förväntade resultatet (Thomsons atommodell). Underst: Det observerade resultatet (ledde till Bohrs atommodell).

Upptäckten av atomkärnan tillskrivs Ernest Rutherford år 1909 när han lät beskjuta en tunn guldfolie med alfapartiklar. Detta experiment gjorde han tillsammans med Hans Geiger och Ernest Marsden vid universitetet i Manchester. Alla utom få partiklar gick rakt igenom folien, medan de få som inte gjorde så böjde av kraftigt. På detta sätt kunde han visa att atomens massa var samlad till en mycket liten volym i atomen. Denna avböjning går under namnet Rutherford-spridning.
Detta experiment har kommit att få flera namn; Geiger–Marsden-experimentet, Guldfolieexperimentet och Rutherford-experimentet (eng. The Geiger–Marsden experiment, the Gold foil experiment resp. the Rutherford experiment).
I detta experiment motbevisades Thomsons atommodell atommodell från 1904 och ledde till Bohrs atommodell 1913.